# Coleóptilo

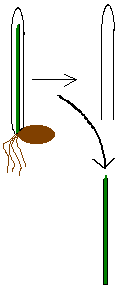
Imagem esquemática do coleóptilo de uma planta de trigo (acima) e de uma folha-bandeira (abaixo)

O coleóptilo é uma camada protectora dos rebentos emergentes de monocotiledóneas como as gramíneas.
Os coleóptilos têm dois feixe vasculares, um de cada lado. Ao contrário das folhas-bandeira, os coleóptilos não acumulam quantidades significativas de protoclorofila ou carotenóides, e como tal são geralmente muito pálidos. Alguns coleóptilos pré-emergentes acumulam, no entanto, pigmentos de antocianina.
Os coleóptilos consistem em células muito semelhantes que estão especializadas para desenvolverem um crescimento por esticamento. Elas não se dividem, mas aumentam o seu tamanho à medida que acumulam mais água. Os coleóptilos possuem também vasos de água no interior, ao longo do eixo, para provimento de água.
Quando um coleóptilo chega à superfície, pára de crescer e as folhas-bandeira penetram o seu topo, continuando o crescimento. O coleóptilo da planta de trigo está mais desenvolvidos no terceiro dia da germinação (se na escuridão).

## Tropismos

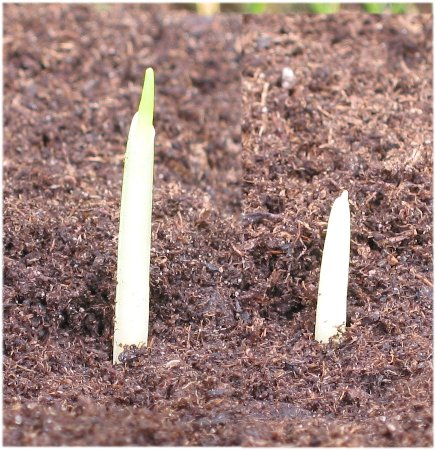
Coléoptilo de milho. À esquerda, as folhas-bandeira perfuram o ápice

Experiências iniciais sobre fototropismo com uso de coleóptilos sugeriram que as plantas cresciam em direcção à luz porque as células vegetais no lado escuro alongavam-se mais do que as que estavam no lado iluminado. Em 1880, Charles Darwin e o seu filho, Francis, descobriram que os coleóptilos apenas se inclinam em direcção à luz quando as suas pontas estão expostas. Portanto, as pontas deveriam conter as células fotorreceptoras apesar de que a inclinação se dar mais abaixo no rebento. Um mensageiro químico, a hormona denominada auxina, viaja até ao lado não iluminado do rebento, estimulando aí o crescimento da planta. A hormona vegetal natural que é responsável pelo fototropismo é actualmente reconhecida como sendo o ácido indolacético (IAA).
O modelo Cholodny-Went foi nomeado em honra de Frits Warmolt Went do California Institute of Technology e do cientista russo N. Cholodny, que chegaram à mesma conclusão de maneira independente em 1937. O modelo descreve as propriedades fototrópicas e gravitrópicas dos rebentos emergentes de monocotiledóneas. O modelo propõe que a auxina, uma hormona de crescimento vegetal, é sintetizada na ponta do coleóptilo, que é sensível à luz ou gravidade, enviando depois a auxina abaixo até ao lado apropriado do rebento. Isto provoca crescimento assimétrico de um dos lados da planta. Como resultado, o rebento começa a inclinar-se para a fonte de luz ou até à superfície.
Os coleóptilos também exibem uma reacção geotrópica forte, crescendo sempre para cima, corrigindo a direcção após reorientação. A reacção geotrópica é regulada pela luz, mas precisamente por conversões do fitocromo. A direcção desta regulação, supressão ou estimulação, varia entre espécies e mesmo entre variedades.